# 廣瀨大介
廣瀨大介（日语：／ Hirose Daisuke，1991年6月3日—）是日本男性聲優和舞台劇演員，
以前的事務所是メインキャストプロダクション、キャストコーポレーション，於2017年2月1日轉入KeKKe Corporation。早期以舞台劇及音樂劇為工作中心，知名角色為網球王子音樂劇中的木更津兄弟和薄櫻鬼音樂劇中的沖田總司。2017年以後工作重心放在聲優和朗讀劇，不過仍會接舞台劇工作。

## 經歷
2009年加入メインキャストプロダクション成為其公司旗下的一員，2010年，在舞台劇《gunjiPRODUCE Vol.98 ミュージカル〜LOVE〜真夏の夜の夢》中以演員身份正式出道。
2012年在音樂劇《薄櫻鬼～斎藤一篇～》中飾演沖田總司而受到關注，並在隔年2013年的音樂劇《薄櫻鬼～沖田總司篇～》首次擔當主役。
2012年在TV動畫《荔枝DE光俱樂部》中飾演金田，為首次挑戰聲優配音。
2015年2月末，因合約期滿而離開メインキャストプロダクション並轉入キャストコーポレーション。
2017年1月31日離開キャストコーポレーション，於同年2月1日轉入Kekke Corporation並將工作重心轉往聲優。不過雖然當了聲優，廣瀨大介也有表示：「自己雖然目前正專注於聲優工作，但並沒有打算退出舞台劇，未來有機會仍會出演舞台劇。」

## 人物
- 身高177公分，血型為B型
- 家中有兩個哥哥，自己是老么[2]，和哥哥有一定的年齡差，小學的時候曾因調皮欺負班裡女孩子結果在追逐的時候撞傷了腿而住院兩周，出院的時候是哥哥特地來接，以此為契機變得非常喜歡哥哥[3]。
- 在5、6歲的時候看到漫畫和動畫中的醫生可以賺很多錢而夢想成為醫生。
- 最初對演藝界沒有興趣也沒有想過要成為演員，當演員的契機是高中畢業之後因家裡無力負擔大學費用，在打工時看到招募群演的廣告，想說反正自己也不知道未來要做什麼，當群演既能賺錢還有機會看到明星就決定去應徵，在應徵現場被事務所的人詢問要不要考慮當正式演員。日後也表示如果當時沒有這個機會就沒有現在的自己[1]。
- 本人表示A3！是自己工作生涯的轉折點。2017年時因當時對聲優懷有嚮往但和工作內容有所出入，加上部分個人因素而陷入迷茫，曾有萌生退出演藝圈的念頭，在離開藝人事務所並轉入現在事務所後不久接到飾演手機遊戲A3！的斑鳩三角的工作，以此為契機選擇留下並決定以正式聲優為目標努力[4]。
- 在2018年音樂劇《義呆利 FINAL LIVE～A World in the Universe～》大阪公演千秋樂謝幕中曾透漏，過去有段時間身心理狀況很不好，舞台對當時的他來說很痛苦，但在遇到義呆利劇組後，劇組成員間的相處讓自己很開心，不知不覺間原本覺得痛苦的舞台也開始能發自內心享受和喜歡，表示即便未來可能無法經常以演員身分活動，但只要有機會一定會再次站在舞台上，也很感謝一直支持他的觀眾和同事。
- 對待工作態度認真，經常為了工作而對人講話較苛刻，被杉江大志等共事過的演員評價說第一印象感覺難以接近，對此本人也有自覺，還說過自己經常被告知是公司裡最難相處的人[5]，義呆利音樂劇中飾演美國的演員磯貝龍虎也說過早期對廣瀨第一印象是很少主動和人說話，不過近期開始會主動約人吃飯，和別人相處時也更有人情味，並表示對廣瀨的改變感到很欣慰[6]。
- 興趣是畫畫、遊戲、動漫，喜歡的角色為A3！的皇天馬。
- 喜歡的食物是鮭魚、豆乳飲料、壽司。
- 喜歡的天氣是晴天。
- 高中時開始喜歡K-POP，喜歡的團體為IZ*ONE，也曾在個人YouTube上傳試跳韓團舞蹈的影片[7]。
- 除了聲優和舞台劇，也擅長交際舞[8]。
- 有養一隻柴犬，平時個人推特除了工作也常發自家愛犬的照片或影片，曾說過來世想當小狗。

## 作品
※粗體字為主要角色

### 電視動畫
2012年
- 荔枝DE光俱樂部（金田）

2017年
- 王室教師海涅（萊恩哈特·馮·古蘭茲來赫）

2019年
- 戰×戀（男學生A、工作人員、學生B、AD、救急隊員）

2020年
- A3!（斑鳩三角）

2021年
- 佐賀偶像是傳奇 捲土重來（審查員B）
- RE-MAIN（牛窗善晴）

2022年
- Project Sekai（天馬司）
- 足球風雲 Goal to the Future（立浪陽向[9]）

2025年
- 被驅逐出勇者隊伍的白魔導師，被S級冒險者撿到（克羅斯[10]）

### 劇場版動畫
2019年
- 劇場版 王室教師海涅（萊恩哈特·馮·古蘭茲來赫）

2025年
- 劇場版 世界計畫 崩壞的世界與無法歌唱的初音未來（天馬司[11]）

### 網路動畫
2023年
- GOOD NIGHT WORLD（一／有間太一郎[12]）

### DRAMA CD
2017年
- 被一心一意的男友一味告白的CD（青木理久）
- 戰國吸血鬼（前田利家）

2018年
- 王室教師海涅DRAMA CD〜森でのできごと〜（萊恩哈特·馮·古蘭茲來赫）
- 你是愛挖苦人的閃耀之星（君塚司）
- 春告與雪息子（敷島ミカ）

2021年
- 前男友成为了腐男子（片倉錫也）

### 遊戲
2017年
- A3!（斑鳩三角）
- 影之詩（Shadowverse) -圓桌騎士崔斯坦、哥布林殭屍、叢林的守護者役
- 萬千回憶（蒼冰的柔劍士 シクルス）
- 黒の騎士団〜ナイツクロニクル〜（エリック）
- 妖怪情緣（佐倉井桜汰）

2018年
- 魔王さまをプロデュース！（アスモデウス）
- オンエア！（冠嵐真）

2019年
- 愛麗絲的衣櫥（瑟蘭）
- Dragalia Lost ～失落的龍絆～（德拉魯德）

2020年
- 寶可夢大師 / EX（阿響[13]）
- 錬神之戰（レックス・レーナー）
- 世界計畫 繽紛舞台！ feat.初音未來（天馬司）

2024年
- 東京謎影者（音無葉空）

### 音樂、舞台劇
2010年
- ミュージカル～LOVE～仲夏夜之夢（德米特里厄斯）

2011年
- 音樂劇《網球王子第二季 青學vs聖魯道夫・山吹》（木更津淳）
- 音樂劇《網球王子第二季 青學vs冰帝》（木更津淳）
- 音樂劇《網球王子第二季 Dream Live 2011》（木更津淳）
- 音樂劇《網球王子第二季 青學vs六角》（木更津亮）

2012年
- 合唱ブラボー（レオナルド・ヤング王子）
- 音樂劇《薄櫻鬼～斎藤一篇～》（沖田總司）
- 音樂劇《網球王子第二季 春之運動大會 2012》（木更津淳）
- 音樂劇《網球王子第二季 青學vs立海》（木更津亮）
- 音樂劇《網球王子第二季 SEIGAKU Farewell Party》（木更津亮）
- 銀河英雄傳說閃耀之星分裂黑暗（威廉·霍蘭德）
- 舞台劇《荔枝☆光俱樂部》（金田）

2013年
- 音樂劇《薄櫻鬼～沖田總司篇～》（沖田總司）*主役
- 音樂劇《薄櫻鬼～土方歲三篇～》（沖田總司）
- 銀河英雄傳說第四章 前篇 激突前夜（魯珀特·凱塞林）
- 媽媽與我們（りく）

2014年
- 音樂劇《薄櫻鬼 HAKU-MYU LIVE》（沖田總司）
- 音樂劇《薄櫻鬼～風間千影篇～》（沖田總司）
- 音樂劇《網球王子第二季 春之運動大會 2014》（木更津亮）
- 音樂劇《網球王子第二季 Dream Live 2014》（木更津亮）
- Messiah彌賽亞-紫微之章-（悠里淮斗）

2015年
- 逆轉裁判2〜告別，逆轉〜（王都樓真悟）
- 音樂劇《薄櫻鬼～藤堂平助篇～》（沖田總司）
- Messiah彌賽亞-翡翠之章-（悠里淮斗）
- Messiah彌賽亞-鋼之章-（悠里淮斗）
- 音樂劇《義呆利〜Singin' in the World〜》（亞瑟·柯克蘭）

2016年
- 音樂劇《義呆利〜The Great World〜》（亞瑟·柯克蘭）
- 音樂劇《刀劍亂舞 虚传 燃烧的本能寺》（一期一振）
- 音樂劇《信》（寺尾祐輔）
- 大正浪漫探偵譚〜君影草の設計書〜（南澤譲）

2017年
- 音樂劇《義呆利~in the new world~》（亞瑟·柯克蘭）
- 王室教師海涅 -THE MUSICAL-（萊恩哈特·馮·古蘭茲來赫）

2018年
- 音樂劇《義呆利 FINAL LIVE～A World in the Universe～》（亞瑟·柯克蘭）

2019年
- 王室教師海涅 -THE MUSICAL II-（萊恩哈特·馮·古蘭茲來赫）
- 音乐剧「My Bucket List -Season6-」（カング）

2021年
- 音樂劇《義呆利~The world is wonderful~》（亞瑟·柯克蘭）

2022年
- 音樂劇《「MAGI魔奇少年」－迷宮組曲－》（卡西姆）

2023年
- 音樂劇《義呆利~The Fantastic World~》（亞瑟·柯克蘭）

### 朗讀劇
2013年
- 本格文學朗読劇「極上文學」『夢十夜』（百合）

2014年
- 本格文學朗読劇「極上文學」『腦髓地獄』（青年）

2015年
- 朗讀劇「しっぽのなかまたち4」『さよなら、ありがとう』（テン）

2019年
- 音樂朗讀劇「悲慘世界」(2019年)－恩佐拉

2020年
- 声のプロフェッショナルが奏でるリーディングシェイクスピア『マクベス』（シーワード魔女）

2021年
- 朗讀劇「NO TRAVEL,NO LIFE」（須田誠）
- 朗読と能で描く陰陽師と鬼の世界 朗読劇「幽玄朗読舞『KANAWA』」（藤原和人）
- 朗讀劇「她喜歡的是BL，不是同志的我」（安藤純）

2022年
- 音樂朗讀劇「フェルメール・ブルー」（西奧·范·里斯爾伯格）
- 江戸川亂步的世界 朗讀劇『幻燈の獏』（神田）
- 世界探偵局 イベントvol.2
- 聲優朗讀劇VORLESEN〈ルクレールの暗殺〉
- 漫畫朗讀劇『青春特調蜂蜜檸檬蘇打』（三浦界）
- 観劇型推理ゲーム『ボイスミステリー』（フリーぺ・ルソナ / トオル）

2023年
- 聲優朗讀劇VORLESEN〜ベートーヴェンがやって来た！ヤア！ヤア！ヤア！〜

### 電視劇
- タンブリング（2010年4月- 6月、TBS） - 鳥森高校生
- 相棒season12第4話「別れのダンス」（2013年11月6日、テレビ朝日） - 芳川圭一
- Messiah彌賽亞-影青之章-（2015年2月- 3月、TOKYO MX） - 悠里淮斗

### 廣播
- 廣瀬大介の声友部（2017年 - 、niconico生放送[14]）
- 廣瀬大介の興味がわくラジオ（2017年、漫畫Park）
- 廣瀬大介の興味しかないラジオ（2018年、漫畫Park[15]）
- 蒼井翔太の逢いたい人を呼んでみた!（2018年、漫畫Park）*來賓
- 廣瀨大介・葉山翔太「ハチ学ラジオ」（2021年 - 、niconico生放送[16]）

## 外部連結
- 經紀公司個人資料頁（日語）
- 廣瀨大介的X（前Twitter）（日語）
- （日語）廣瀨大介的Youtube頻道